# جوني لوفتوس
جوني لوفتوس (بالإنجليزية: Johnny Loftus)‏ هو فارس أمريكي، ولد في 13 أكتوبر 1895 في شيكاغو في الولايات المتحدة، وتوفي في 23 مارس 1976.